# Liberty (condado de Oklahoma)
Liberty es un lugar designado por el censo ubicado en el condado de Sequoyah en el estado estadounidense de Oklahoma. En el Censo de 2010 tenía una población de 220 habitantes y una densidad poblacional de 58,8 personas por km². Se encuentra al este del estado, junto a la frontera con Arkansas.

## Geografía
Liberty se encuentra ubicado en las coordenadas 35°27′39″N 94°32′45″O / 35.46083, -94.54583. Según la Oficina del Censo de los Estados Unidos, Liberty tiene una superficie total de 6.02 km², de la cual 6 km² corresponden a tierra firme y (0.3%) 0.02 km² es agua.

## Demografía
Según el censo de 2010, había 220 personas residiendo en Liberty. La densidad de población era de 58,8 hab./km². De los 220 habitantes, Liberty estaba compuesto por el 76.82% blancos, el 0.45% eran afroamericanos, el 17.27% eran amerindios, el 0% eran asiáticos, el 0% eran isleños del Pacífico, el 0% eran de otras razas y el 5.45% pertenecían a dos o más razas. Del total de la población el 1.36% eran hispanos o latinos de cualquier raza.